# Meurtre d'Arthur Labinjo-Hughes
 (signalé en mai 2025).
Si vous disposez d'ouvrages ou d'articles de référence ou si vous connaissez des sites web de qualité traitant du thème abordé ici, merci de compléter l'article en donnant les références utiles à sa vérifiabilité et en les liant à la section « Notes et références ».
- Archive Wikiwix
- Bing
- Cairn
- DuckDuckGo
- E. Universalis
- Gallica
- Google
- G. Books
- G. News
- G. Scholar
- Persée
- Qwant
- (zh) Baidu
- (ru) Yandex
- (wd) trouver des œuvres sur Wikidata

Arthur Labinjo-Hughes (4 janvier 2014 - 17 juin 2020) était un enfant de six ans vivant dans les West Midlands, en Angleterre, qui a été maltraité puis tué pendant la pandémie de COVID-19. Le garçon a été maltraité pendant plusieurs mois par son père, Thomas Hughes, et la partenaire de son père, Emma Tustin. Cela a culminé le 17 juin 2020 avec Tustin tuant Arthur par un traumatisme à la tête. Tustin et Thomas Hughes ont été reconnus coupables de meurtre et d'homicide involontaire, respectivement, en décembre 2021.

Après la séparation des parents d'Arthur dans son enfance, il a d'abord été pris en charge par sa mère Olivia Labinjo-Halcrow. Lorsque Labinjo-Halcrow a tué son partenaire en février 2019, la responsabilité du garçon a été transférée à son père. Thomas Hughes a décidé d'emmener son fils vivre avec sa nouvelle partenaire Emma Tustin et ses enfants pendant les restrictions liées au COVID-19. Le comportement de Thomas Hughes et Tustin envers Arthur est devenu de plus en plus négligent, Arthur étant obligé de passer de longues périodes isolé du reste de la maison. Au moment de sa mort, Arthur souffrait de malnutrition, d'empoisonnement au sel et était couvert de plus de 130 ecchymoses. L'affaire a reçu une attention particulière dans la région et à travers le Royaume-Uni, provoquant des discussions sur la protection des enfants à risque d'abus et des critiques contre les services de protection de l'enfance pour leur manque d'intervention.